# Keep the Fire
Keep the Fire è il terzo album in studio da solista del musicista statunitense Kenny Loggins, pubblicato nel 1979.

## Tracce
1. Love Has Come of Age – 3:51 (Kenny Loggins)
2. Mr. Night – 3:20 (Loggins, Richard Stekol)
3. This Is It – 4:06 (Loggins, Michael McDonald)
4. Junkanoo Holiday (Fallin'-Flyin') – 4:30 (Loggins)
5. Now and Then – 3:52 (Jeff Bouchard, Loggins)
6. Who's Right, Who's Wrong – 5:38 (Loggins, Richard Page)
7. Keep the Fire – 4:34 (Eva Ein, Loggins)
8. Give It Half a Chance – 4:57 (Stephen Bishop, Loggins)
9. Will It Last – 5:50 (Ein, Loggins)

## Formazione
- Kenny Loggins – voce, cori, chitarra, vocoder (7)
- Mike Hamilton – chitarra, cori, voce (3, 8)
- Fred Tackett – chitarra acustica (8, 9)
- Brian Mann – tastiera, arrangiamento fiati (1, 3-6, 8, 9), fisarmonica (5)
- Michael McDonald – piano acustico (3), voce (3)
- Max Gronenthal – programmazioni
- George Hawkins – basso, cori, voce (2, 3, 8)
- Tris Imboden – batteria, percussioni
- Milt Holland – percussioni
- Paulinho da Costa – percussioni (3)
- Jon Clarke – tamburello, corno inglese, flauto, oboe, sassofono, arrangiamento fiati (2, 7)
- Vince Denham – cabasa, sassofono, flauto
- Michael Brecker – sassofono (6)
- Richard Stekol – voce (2)
- Michael Jackson – voce (6)
- Richard Page – voce (6)
- Jeff Bouchard – voce (8)